# Black Sabbath
Black Sabbath var et engelsk heavy metal-band, dannet i Birmingham i 1968 af Ozzy Osbourne (vokal), Tony Iommi (guitar), Geezer Butler (bas), og Bill Ward (trommer og percussion). Bandets historie har været præget af mange ændringer i besætningen, i foråret 2010 kan 22 tidligere medlemmer opregnes. Oprindelig blev gruppen dannet som et heavy blues rock-band ved navn Earth, men ændrede i 1969 navn til Black Sabbath, og opnåede flere guld og platin plader i 1970'erne. Som et af de første og mest indflydelsesrige heavy metal-bands nogensinde, bidrog Black Sabbath til at definere heavy metal-genren med udgivelser som deres firedobbelte platinalbum Paranoid.
I 1979 blev Ozzy Osbourne fyret af bandet og afløst af den tidligere Rainbow vokalist Ronnie James Dio. Gennem 1980'erne og 1990'erne gennemgik Black Sabbath adskillige ændringer i besætningen, der inkluderede vokalisterne Ian Gillan, Glenn Hughes, Ray Gillen og Tony Martin. De oprindelige medlemmer, inklusiv Osbourne, gendannede bandet i 1997, og udgav livealbummet Reunion. Besætningen fra de tidlige 1980'ere, bestående af Iommi, Butler, Dio, og Vinny Appice blev genforenet i 2006 under navnet Heaven & Hell, en titel taget fra Black Sabbath sangen og albummet af samme navn. Heaven & Hell blev opløst efter Dios død i maj 2010.
MTV har kåret Black Sabbath det "største metalband" nogensinde, og gruppen havde i 2009 solgt over femten millioner eksemplarer alene i USA.
Efter flere korte gendannelser, bekendtgjorde Black Sabbath den 7. marts 2017 gennem de sociale medier, at bandet var ophørt.

## Historie

### Dannelse og de tidlige dage (1968–1969)
Efter opløsningen af deres tidligere band Mythology i 1968 ønskede guitaristen Tony Iommi og trommeslageren Bill Ward at danne et heavy blues band i Aston, Birmingham. De fik kontakt til bassisten Geezer Butler og vokalisten Ozzy Osbourne, efter at Osbourne havde opslået en annonce i den lokale musikbutik: "Ozzy Zig behøver gig- (da: optræden), har egen PA". I starten bestod gruppen af de fire førnævnte medlemmer, guitaristen Jimmy Phillips og saxofonisten Alan "Aker" Clarke. De antog navnet The Polka Tulk Blues Company, opkaldt efter et indiansk varehus. Efter at have forkortet dette til Polka Tulk, ændrede bandet navn til Earth og fortsatte som et firemandsband uden Phillips og Clarke.
Earth spillede klubshows i England, Danmark, og Tyskland. Deres spilleliste bestod af coversange af Jimi Hendrix, Blue Cheer, og Cream, såvel som lange improviserede blues jams. I december 1968 forlod Iommi pludselig Earth, for at slutte sig til Jethro Tull. Selvom hans medlemskab i dette band blev meget kort, nåede Iommi at optræde med Jethro Tull i tv-showet The Rolling Stones Rock and Roll Circus. I januar 1969 valgte Iommi at vende tilbage til Earth, da han var utilfreds med den retning, Jethro Tull ønskede at bevæge sig i. "Det var ikke rigtigt, så jeg forlod dem" sagde Iommi. "Først troede jeg Tull var fedt, men jeg gik ikke så meget ind for at have en leder i bandet, som Ian Anderson ønskede. Da jeg kom tilbage fra Tull, kom jeg tilbage med en ny attitude. De lærte mig, for at opnå noget må du arbejde for det."
I løbet af 1969, mens de optrådte i England, opdagede bandet, at de blev forvekslet med en anden engelsk gruppe ved navn Earth, og valgte derfor at skifte navn igen. En biograf på den anden side af gaden for deres øverum, viste Boris Karloff gyserfilm Black Sabbath fra 1963. Mens medlemmerne overværede den lange kø til filmen, sagde Butler, "det var underligt, at mennesker brugte så mange penge på at se uhyggelige film." Efter denne oplevelse skrev han teksten til en sang ved navn "Black Sabbath," som var inspireret af forfatteren Dennis Wheatley, sammen med Butlers egen forestilling om en sort hætteklædt person, som stod for enden af hans seng. Ved at gøre brug af musikintervallet tritonus også kendt som "Djævlens interval" skubbede vokalen, med den ildevarslende lyd og dystre sangtekst, bandet i en mere mørk retning, Dette understregedes af den nedstemte guitarlyd og tunge basgange, som stod i en stærk kontrast til 1960'ernes populære musik, som var domineret af flowerpower, folkemusik, og hippie kulturen. Med inspiration fra den nye lyd ændrede bandet navn til Black Sabbath i august 1969, og traf beslutningen om at skrive lignende materiale, i et forsøg på at skabe gyserfilmenes musikalske ækvivalens.

### Black SabbathogParanoid(1970–1971)
Black Sabbath skrev kontrakt med Philips Records i december 1969, og udgav sin første single, "Evil Woman" gennem Philips datterselskab Fontana Records i januar 1970. Philips' nyligt dannede progressive rock pladeselskab Vertigo Records overtog Black Sabbaths senere udgivelser. Selvom singlen ikke fik et gennembrud på nogen hitliste, blev bandet tilbudt to dage i studiet sent i januar, for at indspille deres debutalbum med produceren Rodger Bain. Iommi erindrede denne tid således: "Vi tænkte, vi har to dage til at gøre det, og en dag skal gå til miksning. Så vi valgte at spille live i studiet. Ozzy sang på samme tid, vi satte ham bare i en separat bås, og der gik det så løs. Vi havde ikke nogen tid at spilde."
Debutalbummet Black Sabbath blev udgivet fredag den 13. februar 1970.
Albummet nåede nummer 8 på den britiske albumhitliste, og ved dets udgivelse i maj 1970 i USA gennem Warner Bros. Records nåede albummet nummer 23 på Billboard 200, hvor det var placeret i mere end et år. Selv om albummet var en kommerciel succes, blev stærkt det kritiseret af anmelderne, blandt andet udtalte Lester Bangs fra Rolling Stone: "Uharmonisk jam med bas og guitar kørende som hastigheds speedfreaks over hinandens musikalske ydergrænse, men som dog aldrig synkroniseres rigtigt." Det har dog senere blevet certificeret platin i både USA og Storbritannien.
For at kapitalisere hitlistesuccesen i USA, vendte bandet hurtigt tilbage til studiet i juni 1970, blot fire måneder efter udgivelsen af Black Sabbath. Det nye album skulle have haft titlen War Pigs navngivet efter sangen "War Pigs", som forholdt sig kritisk til Vietnamkrigen. Warner ændrede dog denne titel til Paranoid, i bekymring for modreaktioner fra tilhængere af Vietnamkrigen. Albummets single "Paranoid" blev skrevet i studiet i sidste øjeblik. Bill Wards forklarede: "Vi havde ikke nok sange til albummet, og Tony spillede bare Paranoid guitarpassagen, og det var det. Det tog tyve til femogtyve minutter at lave den." Singlen blev udgivet før albummet i september 1970, og nåede plads nummer fire på Storbritanniens hitliste, og blev Black Sabbaths hidtil eneste top ti sanghit.
Black Sabbath udgav det andet album Paranoid i Storbritannien i oktober 1970. Understøttet af succesen fra singlen "Paranoid" opnåede albummet placeringen som nummer et i Storbritannien. Udgivelsen i USA blev udskudt til januar 1971, da Black Sabbath-albummet stadig var på de amerikanske hitlister. I marts 1971 nåede Paranoid top ti i USA, og har siden opnået at sælge fire millioner eksemplarer alene i Amerika, selv om det sjældent spilles i radioprogrammerne. Albummet blev atter stærkt kritiseret af samtidens anmeldere, men senere kritikere, bl.a. af anmeldere som Steve Huey, fra All Music Guide, har betegnet Paranoid " som et af de største og mest indflydelsesrige heavy metal-albums til dato", som "definerede heavy metals lyd og stil mere end nogen anden plade i rockmusikkens historie." Paranoids succes gjorde det muligt for bandet at turnere i USA for første gang, i december 1970, hvilket yderligere promoverede salget af albummets anden single "Iron Man". Selv om singlen ikke nåede top 40, er Iron Man forblevet en af Black Sabbaths mest populære sange, ligesom det var deres højest placerede single i USA indtil "Psycho Man" fra 1998.

### Master of RealityogVolume 4(1971–1973)
I februar 1971 vendte Black Sabbath tilbage til studiet for at begynde indspilningerne til deres tredje album. Som følge af hitlistesuccesen Paranoid blev bandet tilbudt mere tid i studiet, og en "mappe fuld af penge" til at købe stoffer for. "Vi var på vej ind i coke, bigtime", forklarede Ward. "Opkvikkende, hæmmende, (...) hvad end du ønskede. Det nåede til det stadie, hvor du kom på ideer og glemte dem igen, fordi du var udgået for dem."
Produktionen blev færdiggjort i april 1971, og i juli udgav bandet Master of Reality, blot seks måneder efter udgivelsen af Paranoid. Albummet nåede top ti i både USA og Storbritannien, og fik tildelt guld efter mindre end to måneder. Senere i 1980'erne fik albummet platin og dobbelt platin i begyndelsen af det 21. århundrede. Master of Reality indeholdt Black Sabbaths første akustiske sange sammen med fanfavoritter som "Children of the Grave" og "Sweet Leaf". Atter var samtidens anmeldere meget kritiske overfor albummet, blandt disse Lester Bangs fra Rolling Stone der betegnede Master of Reality som "naivt, simpelt, monotont, absolut dårlige vers". Denne opfattelse blev revideret, da det samme magasin i 2003 placerede albummet som nummer 298 på deres liste over de 500 bedste albums nogensinde), 500 Greatest Albums of All Time .
Efter Master of Reality verdensturnéen i 1972 holdt Black Sabbath den første pause i tre år. Bill Ward forklarede: "Bandet begyndte at blive udmattet og trætte. Vi havde været på banen nonstop år ud og år ind, konstant turneret og indspillet. Jeg tror Master of Reality blev en form for slutning på de tre første albums æra, og vi besluttede at tage os god tid med det næste album."
I juni 1972 tog bandet til Los Angeles for at begynde arbejdet på sit næste album i indspilningsstudiet Record Plant. Indspilningsprocessen var problemfyldt, især begrundet i medlemmernes stofmisbrug. Stridighederne kulminerede under indspilningen af sangen "Cornucopia", som bl.a. bestod i at "sidde midt i et rum og bare tage stoffer". Bill Ward var tæt på at blive fyret fra bandet ved denne lejlighed. "Jeg hadede sangen, der var nogle mønstre i den, som bare var... forfærdelige", sagde Ward. "Til slut accepterede jeg den, men responsen jeg fik, var den kolde skulder fra alle de andre. Reaktionen var som; tja bare gå hjem, du er ikke til nogen nytte lige nu. Jeg følte, at jeg havde spoleret det, og jeg var tæt på at blive fyret." Albummet fik oprindeligt tildelt navnet "Snowblind" efter sangen derpå af samme navn, der omhandlede kokainmisbrug. Pladeselskabet ændrede dog i sidste øjeblik denne titel til Black Sabbath Vol. 4. Denne titel virkede malplaceret, for som Ward har udtrykt det: "Der var hverken en Volume 1, 2 eller 3, så det var en virkelig dårlig titel."
Black Sabbaths Volume 4 blev udgivet i september 1972, og selvom anmeldere var meget kritiske overfor albummet, opnåede det guld status på mindre end en måned, og som forgængerne opnåede det at sælge en million eksemplarer i USA. Med bedre tid i studiet eksperimenterede bandet mere end tidligere på Volume 4, bl.a. med brug af klaver, strammere instrumentorganisering og multi-delte sange.
Sangen "Tomorrow's Dream" blev udgivet som single men kom ikke ind på hitlisterne. Efter en udstrakt turné i USA optrådte gruppen i 1973 for første gang i Australien, og turnerede herefter i Europa.

### Sabbath Bloody SabbathogSabotage(1973–1976)
Efter Volume 4 verdensturnéen tog Black Sabbath til Los Angeles for at arbejde på den næste udgivelse. Gruppen var meget tilfreds med Volume 4-albummet og forsøgte at genskabe atmosfæren fra indspilningen af dette. Derfor besluttede medlemmerne at vende tilbage til Record Plant i Los Angeles, men blev overraskede over at konstatere, at det rum, de tidligere havde benyttet til indspilninger, nu var erobret af en "gigantisk synthesizer". Bandet lejede derfor et hus i Bel-Air, hvor det begyndte at komponere nyt materiale i sommeren 1973, men delvis på grund af stofmisbrug og udmattelse var medlemmerne ikke i stand til at fuldføre projektet. "Ideerne kom ikke, som de gjorde ved indspilningen af Volume 4, og vi blev virkelig misfornøjede", har Iommi udtalt. Alle sad, og ventede på, jeg skulle finde på noget. Jeg kunne bare ikke komme i tanke om noget. Og hvis jeg ikke fandt på noget, ville ingen af de andre."
Efter et forgæves, månedlangt ophold i Los Angeles, vendte bandet tilbage til England, hvor de lejede Clearwell Castle i The Forest of Dean. "Vi øvede os i fangekælderen, og det var virkelig skræmmende, men det havde en atmosfære, der rettede tingene op, og ideerne vendte tilbage." Mens de arbejdede i fangekælderen blev Iommi inspireret til det grundlæggende riff i "Sabbath Bloody Sabbath", som anslog tonen for det nye materiale. De indspillede nu nye kompositioner i Morgan Studios i London sammen med Mike Butcher. Indspilningerne byggede videre på de stilistiske ændringer, som var blevet introduceret på Volume 4. Yes' keyboardspiller Rick Wakeman blev benyttet til at lægge akkompagnement til sangen "Sabbra Cadabra".
I november 1973 udgav Black Sabbath deres femte album Sabbath Bloody Sabbath. Denne gang fik bandet positive anmeldelser i medierne, hvor blandt andre Gordon Fletcher fra Rolling Stone betegnede albummet som "en ekstraordinær gribende affære (...) ikke mindre end en fuldendt succes." Senere kritikere, blandt andre AllMusics Eduardo Rivadavia har karakteriseret albummet som et "mesterværk, uundværlig i enhver heavy metal samling", og tilføjede yderligere "en nyopdaget følelse af finesse og modenhed." Albummet blev bandets femte til at modtage platin i USA, og opnåede at blive nr. 4 på Storbritanniens hitliste og nr. 11 i USA.
I januar 1974 begyndte bandet en verdensturné, som kulminerede ved California Jam festivalen i Ontario, Californien den 6. april 1974. Black Sabbath optrådte her sammen med 70'ernes store popgrupper, bl.a. Emerson, Lake & Palmer, Deep Purple, Earth, Wind & Fire, Seals & Crofts, og Eagles. Denne begivenhed samlede over 200.000 fans, og dele af showet blev transmitteret i TV af ABC i USA, hvilket introducerede bandet for et større publikum. I 1974 underskrev Tony Iommi på vegne af gruppen en kontrakt med den engelske manager Don Arden. Kontrakten medførte, at Osbourne blev præsenteret for en stævning for kontraktbrud, der førte til en to års retssag.
Black Sabbath begyndte at arbejde på det sjette album i februar 1975, på ny i Morgan Studios i Willesden, England. Denne gang havde gruppen taget en beslutning om at skabe en lyd, der var anderledes end på Sabbath, Bloody Sabbath. "Vi kunne være fortsat og blevet ved og blevet ved, blevet mere teknisk, have benyttet orkestre og alt muligt andet, men det var faktisk ikke, det vi ønskede. Vi betragtede os selv og besluttede at lave et rock album – Sabbath, Bloody Sabbath var decideret ikke et rock album." Albummet fik navnet Sabotage, og blev udgivet i juli 1975. Atter var anmelderne meget positive, f.eks. Rolling Stone som skrev: "Sabotage er ikke bare Black Sabbaths bedste plade siden Paranoid, det er muligvis deres bedste nogensinde." Senere anmeldere var dog mere kritiske, som Allmusic der udtalte: "Den magiske kemi der gjorde albums som Paranoid og Volume 4 store, var begyndt at gå i opløsning."
Sabotage nåede top 20 i både USA og Storbritannien, men var samtidig det første, der ikke at opnåede platin i USA, men måtte nøjes med guld. Selvom albummets eneste single "Am I Going Insane (Radio)" ikke kom ind på nogen hitliste indeholdt Sabotage mange fanfavoritter som "Hole in the Sky" og "Symptom of the Universe". Black Sabbath påbegyndte efterfølgende en turné for at fremme salget af Sabotage, hvor de blandt andet var opvarmning for Kiss. Gruppen blev dog tvunget til at aflyse en del af af turnéen, som følge af en motorcykelulykke, hvor Osbourne sprængte en muskel i sin ryg. I december 1975 udgav pladeselskabet, uden tilladelse fra gruppen, et opsamlingsalbum ved navn We Sold Our Soul for Rock 'n' Roll. Albummet lå på hitlisterne i hele 1976, og solgte to millioner eksemplarer i USA.

### Technical EcstasyogNever Say Die!(1976–1979)
I juni 1976 påbegyndte Black Sabbath indspilningen af det næste album i Criteria Studios i Miami, Florida. Albummet fik navnet Technical Ecstasy, og blev udgivet den 25. september 1976. Albummet indeholdt færre eksempler på den ildevarslende doom metalagtige lyd, som var kendt fra de tidligere udgivelser, og synthesizere i hurtigere tempo var ligeledes en nyhed. Technical Ecstasy nåede ikke top 50 i USA, men opnåede dog guld i 1997. Albummet inkluderede "Dirty Women", såvel som Bill Wards vokal på sangen "It's Alright". I november 1976 påbegyndte gruppen en turné for at fremme salget af albummet, med opvarmning bestående af Boston og Ted Nugent i USA og AC/DC i Europa, hvor turnéen sluttede i april 1977.
Anmeldelserne var meget blandede. To årtier efter dets udgivelse gav AllMusic albummet to stjerner, og udtalte, at musikken var "faldet fra hinanden i en alarmerende grad."
I november 1977 under øvelserne til det næste album, og blot få dage inden optagelserne startede, forlod Ozzy Osbourne bandet. "De sidste Sabbath albums var bare meget deprimerende for mig," fortalte Osbourne. "Jeg gjorde det af hensyn til det, vi kunne få ud af pladeselskaberne, bare blive fed af øl, og udgive en ny plade." Den tidligere vokalist i Fleetwood Mac og Savoy Brown, Dave Walker øvede med bandet i oktober 1977. Black Sabbath havde deres første og eneste debut med Walker som vokalist på BBC program "Look! Hear!", med en tidlig version af sangen "Junior's Eyes."
Osbourne påbegyndte efterfølgende sit eget soloprojekt sammen med de tidligere Dirty Tricks medlemmer John Frazer-Binnie, Terry Horbury, og Andy Bierne. I januar 1978 fortrød Osbourne dette, og sluttede sig til Black Sabbath igen. "Tre dage inden vi skulle til at gå i studiet igen, ønskede Ozzy at komme tilbage i bandet," forklarede Iommi. "Han ville ikke synge nogen af de sange, vi havde skrevet med den anden fyr, og det gjorde det hele meget besværligt. Vi gik i studiet uden ret mange sange. Vi skrev om morgenen, så vi kunne øve og indspille om natten. Det var lige så svært som at stå ved et samlebånd, fordi du ikke havde tid til at tænke over tingene. Er det okay? Virker det her fint? Det var virkelig svært for mig at finde på nogle ideer, og sætte dem i værk så hurtigt."
Bandet brugte fem måneder i Sounds Interchange Studios i Toronto, Canada på at skrive og indspille hvad der skulle blive Never Say Die!. "Det tog et godt stykke tid", udtalte Iommi. "Vi var virkelig slået ud af stoffer, og tog en masse dope. Vi begyndte indspilningerne, og måtte pakke sammen, fordi vi var døddrukne (...). Ingen kunne gøre noget rigtigt, vi var over det hele, og spillede forskellige ting. Vi gik derved i seng, og prøvede at sove os fra det, og prøve igen næste dag."
Albummet blev udgivet i september 1978, og nåede nummer 12 i Storbritannien og nummer 69 i USA. Dette værk regnes blandt bandets ringeste, f.eks. fremhævede Eduardo Rivadavia fra Allmusic to årtier efter dets udgivelse, at de "ufokuserede sange perfekt udtrykte bandets anspændte interne problemer og stofmisbrug." På albummet var singlerne "Never Say Die" og "Hard Road", som begge nåede ind på top 40 i Storbritannien, og bandet havde deres anden optræden i Top of the Pops med sangen "Never Say Die". Det varedew dog næsten 20 år, før albummet opnåede guld i USA.
I maj 1978 begyndte bandet turnéen for at fremme albummet Never Say Die! med Van Halen som opvarmning. Anmelderne opfattede Black Sabbaths optræden som "træt og uinspirerende", i modsætning til den "ungdommelige" optræden af Van Halen, som var på verdensturné for første gang. Bandet fik showet i Hammersmith Odeon i juni 1978, optaget på en film, som senere blev udgivet på DVD. Det sidste show på turnéen (i Albuquerque, New Mexico den 11. december var samtidig Osbournes foreløbig sidste optræden med bandet
Efter turnéen vendte Black Sabbath tilbage til Los Angeles, og lejede endnu engang et hus i Bel Air, hvor de næsten brugte et år på at arbejde med materialet til et nyt album. Under pres fra pladeselskabet og i frustration over Osbournes mangel på ideer, traf Iommi beslutningen om at fyre Ozzy Osbourne i 1979. "På dette tidspunkt måtte samarbejdet med Ozzy komme til en ende", forklarede Iommi. "Vi tog alle en masse stoffer, en masse coke, en masse af alt ting og på dette tidspunkt blev Ozzy meget fuld hele tiden. Når vi skulle øve skete intet. Det blev noget i stil med: Øve i dag? Vi gør det i morgen. Det blev virkelig så slemt, at vi intet gjorde. Det svandt bare ud."  Iommi valgte trommeslageren Bill Ward, som var nære venner med Osbourne, til at formidle ham nyheden. "Jeg håbede jeg kunne opføre mig professionelt, men det kunne jeg muligvis ikke. Når jeg er fuld er jeg forfærdelig, jeg er modbydelig", forklarede Ward. "Alkohol var klart en af de mest skadelige ting for Black Sabbath. Vi var bestemt til at ødelægge hinanden. Bandet var giftigt, virkelig giftigt."

### Heaven and HellogMob Rules(1979–1982)
Sharon Arden, (senere Sharon Osbourne) datter af Black Sabbaths manager Don Arden foreslog, at den tidligere forsanger i Rainbow, Ronnie James Dio burde være en værdig afløser for Osbourne. Dio blev officielt medlem i juni 1979, og den nye besætning begyndte at skrive materiale til det næste album. Dios vokalarbejde var markant forskellig fra Osbournes og markerede en ændring af Black Sabbaths lydbillede. "De var fuldkommen forskellige", udtalte Iommi. "Ikke bare i stemmeføringen, men også i attitude. Ozzy var en stor showman, men da Dio sluttede sig til os, kom en anden attitude, en anden stemme og en ny mulighed for musikalsk fremgang (...). Dio sang "over" riffene, hvor Ozzy ville følge riffet som i "Iron Man". Ronnie kom på banen og gav os en ny skrivevinkel."
I september 1979 forlod Geezer Butler midlertidigt bandet og blev afløst af bassisten Geoff Nicholls fra Quartz. Den nye besætning vendte tilbage til Criteria Studios i november for at arbejde videre på det nye album. I januar 1980 vendte Butler tilbage, og Nicholls overtog rollen som keyboardspiller. Det nye album fik navnet Heaven and Hell, og blev udgivet den 25. april 1980. I modsætning til de to forrige albums blev denne udgivelse hyldet af anmelderne. Selv et årti efter dets udgivelse omtalte AllMusic Heaven and Hell som "en af Sabbaths bedste plader, bandets lydbillede blev genfødt, og det har fået ny energi på alle måder." Heaven and Hell opnåede en plads som nummer 9 i Storbritannien og nummer 28 i USA og var bandets højest placerede album siden Sabotage. Albummet har solgt mere end en million eksemplarer i USA,.
Black Sababth tog efter udgivelsen på en omfattende verdensturné, hvor den første koncertoptræden med Dio fandt sted i Tyskland den 17. april 1980.
Turneen fortsatte i USA 1980, bl.a. med Blue Öyster Cult på denne gruppes Black and Blue-turné, som omfattede et show i Nassau Coliseum i Uniondale, New York, der blev udgivet i 1981 med titlen Black and Blue. Den 26. juli 1980 optrådte Black Sabbath foran 75.000 fans ved en udsolgt koncert i Memorial Coliseum i Los Angeles sammen med Journey, Cheap Trick, og Molly Hatchet. Dagen efter spillede bandet til koncerten Day on the Green, denne gang i Oakland Coliseum. Mens dette foregik udgav Black Sabbaths tidligere pladeselskab i England et livealbum, optaget ved en syv år gammel optræden med betegnelsen Live at Last, uden at bandet havde haft nogen mulighed for at udtrykke eventuelle indvendinger. Live at Last nåede plads nummer 5 på den britiske hitliste, og banede vejen for en genudgivelse af "Paranoid" på en singleplade, der nåede top 20.
Den 18. august blev Bill Ward fyret af bandet efter et show i Minneapolis, Minnesota. "Jeg nåede virkelig hurtigt bunden" forklarede Ward senere. "Jeg var ualmindelig fuld, jeg var fuld 24 timer om dagen. Når jeg var på scenen, var omgivelserne virkelig uklare. Det føltes som om, at jeg var ved at dø indeni. Liveshowet virkede så tomt. Ron var derude, og gjorde, hvad han skulle, men jeg indså bare, "det er væk". Jeg kan godt lide Ronnie, men musikalsk var han bare intetsigende i mine øjne." Bekymret over Wards dårlige helbred valgte Iommi at rekruttere trommeslageren Vinny Appice uden at informere Ward. "De talte ikke med mig om det. De sparkede mig ud af stolen, og jeg blev ikke informeret om det. Jeg vidste de måtte rekruttere en ny trommeslager for at redde turnéen, men jeg havde været i bandet i flere år – siden vi var børn. Og da jeg så Vinny spillede tænkte jeg "hvad fanden?" Det gjorde virkelig ondt."
Bandet fuldendte Heaven and Hell-turnéen i februar 1981 og vendte derefter tilbage til studiet for at begynde arbejdet på det næste album. I oktober 1981 blev det nye album Mob Rules udgivet, Det blev vel modtaget af fans, men knapt så positivt vurderet af anmelderne. Rolling Stone anmelderen J. D. Considine gav albummet en stjerne, og udtalte "Mob Rules viste at bandet var blevet sløvere (...) end nogensinde før." Som de fleste af bandets tidligere værker voksede dette dog i popularitet som tiden gik, hvilket bl.a. kunne ses et årti efter, hvor AllMusics Eduardo Rivadavia kaldte Mob Rules "en forrygende plade." Albummet blev tildelt guld, og nåede top 20 på Storbritanniens hitliste. Albummets titelspor "The Mob Rules", som blev indspillet i John Lennons gamle hus i England, var også med i filmen Heavy Metal fra 1981, selvom versionen var forskellig fra versionen på albummet.
Utilfredshed med kvaliteten på Live at Last fra 1980 medførte, at bandet besluttede sig for at indspille et andet livealbum ved navn Live Evil under Mob Rules verdensturnéen gennem USA i Dallas, San Antonio i Texas og Washington i Seattle, i 1982. Under miksningstadiet opstod der en konflikt mellem Iommi og Butler og vokalisten Dio. Iommi og Butler anklagede Dio for at snige sig ind i studiet om natten for at forøge lyden på sine vokalindspilninger. På den anden side var Dio utilfreds med det billede, som var udvalgt til at illustrere ham på omslaget. "Ronnie ville have mere indflydelse", forklarede Iommi. "..men Geezer blev deprimeret på grund af ham, og det var derfor problemerne opstod. Live Evil episoden fik det hele til at hele falde fra hinanden. Ronnie ville gøre flere ting på sin måde, og lydteknikeren vi brugte på dette tidspunkt, vidste ikke, hvad han skulle gøre, når Ronnie fortalte ham en ting, og vi fortalte ham en anden. Ved dagens slutning sagde vi bare: Det var det, bandet er slut." Dio udtalte sig senere om episoden: "Når det drejer sig om det vokale er der ingen som skal fortælle mig, hvad jeg skal gøre. Ingen! Fordi de er ikke på mit niveau [vokalt], gør jeg hvad der passer mig. Jeg nægter at lytte til Live Evil, fordi der er for mange problemer. Hvis du bemærker dig albummets omslagsnoter, er bemærkningerne til vokal og trommer nedtonet.Hvis du åbner albummet, kan du se, hvor mange billeder der er af Tony, og hvor mange der er af Vinny og mig."
Ronnie James Dio forlod Black Sabbath i november 1982 for at etablere sit eget band Dio, sammen med blandt andre Vinny Appice. Live Evil blev udgivet i januar 1983, men blev overskygget af Ozzy Osbournes Speak of the Devil – et livealbum udelukkende bestående af Black Sabbath sange, der var blevet udgivet fem måneder tidligere, og som opnåede platin.

### Born Again(1983–1984)
Tony Iommi og Geezer Butler gennemførte efter Dios afsked med Black Sabbath en audition med henblik på at finde en ny forsanger. En række af genrens kendte sangere, bl.a. Whitesnakes David Coverdale, Samsons Nicky Moore, og Lone Stars John Sloman, blev afprøvet, inden den tidligere frontfigur i Deep Purple, Ian Gillan trådte til i 1983. Efter pres fra pladeselskabet beholdt den nye besætning, som blev suppleret med en alkoholafvænnet Bill Ward på trommer, navnet Black Sabbath. I juni 1983 indspillede de det nye album Born Again.. Dette album nåede en placering som nummer 4 på salgslisten i Storbritannien og som nr. 39 i USA. Anmelderne var imidlertid ikke særligt begejstrede for udspillet, som blandt andet er blevet betegnet som "kedeligt".
The Born Again Tour startede i 1983 og er blevet kendt for opførelsen af en 15 meter høj kopi af Stonehenge monumentet.Geezer Butler har senere forklaret, at størrelsen skyldtes en fejltagelse, idet der var bestilt en 15 fod (ca. 5 meter) høj kopi. Monumentet kunne vanskeligt transporteres og da ingen scene havde plads til det, kom det ikke med på turnéen. Bill Ward var ikke indstillet på at turnere og blev erstattet af Electric Light Orchestras trommeslager Bev Bevan.
Det lykkedes Bob Geldorf at overtale Tony Iommi til at gendanne det originale Sabbath med Iommi, Ozzy Osbourne, Geezer Butler og Bill Ward ved Live Aid velgørenhedskoncerten i Philadelphia 14. juli 1985. De fire optrådte her sammen for første gang siden 1978 efter blot at have øvet sig i en time dagen før. De optrådte i 20 minutter og spillede numrene "Children of the Grave", "Iron Man" og "Paranoid".

### Opløsningstendenser (1986-1990)
Både Gillan og Bevan forlod Black Sabbath efter afslutningen på The Born Again Tour i marts 1984. Til indspilningen af det planlagte kommende album hyrede Iommi den stort set ukendte David Donato som sanger, men uenighed om kvaliteten på en demo førte til, at både Donato og kort efter også Butler forlod bandet.
Butler har senere afsløret, at han allerede ved ansættelsen af Gillan som sanger følte sig ude på et sidespor, især fordi han opfattede det som en "joke", at projektet blev videreført under navnet Black Sabbath.
Det lykkedes dog at samle den oprindelige besætning ved en enkelt lejlighed, Bob Geldofs Live Aid støttekoncert, den 13. juli 1985. Det var første genforening af den oprindelige besætning siden 1978.
Tony Iommi, som nu var det eneste tilbageværende af de oprindelige medlemmer, planlagde et soloalbum, men da pladeselskabet nægtede at udgive materialet under hans navn, indgik parterne et kompromis om betegnelsen, "Black Sabbath featuring Tony Iommi" i januar 1986. Både dette album, Seventh Star og efterfølgeren, Eternal Idol var baseret på Iommis ideer, varierende besætninger prægede indspilningerne, og udgivelserne blev så dårligt modtaget af anmeldere og publikum, at Vertigo Records og Warner Bros. Records opsagde kontrakten med Black Sabbath. Efterfølgeren Headless Cross, indspillet på I.R.S. Records betegner en kommerciel nedtur, som blev fuldendt, da den efterfølgende turné måtte afbrydes efter 8 koncerter. Den europæiske del af turneen førte dog til nogen genoprejsning, der bl.a. omfattede 23 dage i 1989 i Rusland, hvor Black Sabbath var et af de første bands på turné, efter at Mikhail Gorbatjov havde åbnet landet for vestlig rockmusik. I denne periode lykkedes det ligeledes at holde sammen på besætningen, der – udover Iommi, talte sangeren Tony Martin, bassisten Neil Murray og trommeslageren Cozy Powell.
I februar 1990 gik bandet i studiet for at indspille Tyr, et projekt, som er delvis baseret på nordisk mytologi. Det blev udgivet i Storbritannien den 6. august 1990 og opnåede en placering som nr. 24 på albumlisten der, men var det første album, udgivet under navnet Black Sabbath, der ikke opnåede en placering på Billboard 200 i USA. Albummet fik en meget blandet modtagelse af anmelderne, med AllMusic som det mest positive bidrag, hvor det bl.a. hed at udgivelsen "forener myte og metal i en overrumplende opvisning i musikalsk syntese," mens Blender kun tildelte værket en stjerne med kommentaren: "Iommi fortsætter med at tilsmudse Sabbaths navn med denne uinteressante udgivelse. På turneen, der fulgte udgivelsen af Tyr måtte de sidste 7 koncerter i England aflyses på grund af svigtende billetsalg. For første gang i karrieren gennemførte bandet en turné uden planlagte besøg i USA.

### Dehumanizer(1990–1993)
Ronnie James Dio og Geezer Butler drøftede muligheden for at genindtræde i Black Sabbath, efter at Butler havde spillet et enkelt nummer som gæst ved Dios Lock Up The Wolves turné i Minneapolis Forum i august 1990. Det lykkedes Butler at overbevise Iommi om, at Tony Martin og Neil Murray skulle erstattes af de to tidligere medlemmer.
Projektet løb ind i problemer, da Powell pådrog sig et benbrud, men bandet fandt som erstatning Vinny Appice, således at besætningen nu var identisk med den, der indspillede Mob Rules i 1981. Indspilningen af det planlagte album Dehumanizer var en vanskelig proces, bl.a. fordi Iommi og Dio var uenige om kompositionerne, og flere af sangene blev omskrevet adskillige gange. Mens Iommi senere fastholdt, at der var brugt for megen energi og penge på indspilningerne, fandt Dio, at det nok var vanskeligt, men anstrengelserne værd.
Albummet blev udgivet i Storbritannien den 22. juni 1992. Anmelderne var uenige om denne udgivelse og dens kvalitet, men alligevel blev det den største kommercielle succes siden 1983 med en højeste placering som nr. 44 på Billboard 200.
Black Sabbath påbegyndte i juli 1992 den genforeningsturné, som skulle promovere Dehumanizer. Der opstod dog hurtigt misstemning, da Dio erfarede, at de øvrige medlemmer var indstillet på at imødekomme et tilbud fra Ozzy Osbourne om at varme op til to afskedskoncerter, som han og hans band havde planlagt i Costa Mesa i Californien den 14. november 1992. Dio følte sine grænser overskredet, og der opstod skænderier under de følgende optrædener. Balladen endte med, at Dio forlod Black Sabbath efter et show i Oakland, Californien, dagen før den første af de planlagte koncerter med Osbourne.
Forsangeren i Judas Priest, Rob Halford trådte nu til og optrådte ved de to planlagte koncerter. Iommi og Butler gik ligeledes på scenen sammen med Osbourne og Bill Ward for at give nogle få gamle Black Sabbath – numre.

### Nye samarbejdsvanskeligheder(1993–1996)
Vinny Appice forlod kort efter afslutningen af "genforeningsturneen" Black Sabbath for at slutte sig til Dio. Han blev erstattet af den tidligere trommeslager fra Rainbow, Bobby Rondinelli, og besætningen blev suppleret ved en genforening med sangeren Tony Martin. Geezer Butler insisterede på, at det planlagte album skulle udgives under et andet navn, men endnu engang krævede et pladeselskab, at det nye album skulle være med Black Sabbath.
Cross Purposes blev udgivet den 8. februar 1994. Igen var modtagelsen blandet blandt anmelderne. De negative fandt, at det ikke var autentisk, mens de positive fremhævede, at det havde den klassiske Black Sabbath sound. Det nåede en plads som nr. 41 in Storbritannien og som nr. 122 på Billboard 200 i USA. Cross Purposes indeholder bl.a. en sang "Evil Eye", hvor Van Halen guitaristen Eddie Van Halen er medforfatter uden at det fremgår af coveret, begrundet i formelle rettigheder. Den efterfølgende række af koncerter omfatter bl.a. et show på Hammersmith Apollo, den 13. april 1994, som er filmet og findes på VHS samt en CD, Cross Purposes Live. Efter de europæiske optrædener forlod Bobby Rondinelli bandet i juni 1994,og Bill Ward vendte tilbage og deltog i fem shows i Sydamerika.
Efter disse optrædener forlod den desillusionerede bassist Geezer Butler på ny Black Sabbath for selv at skrive sange. Butlers soloprojekt fik navnet GZR og på albummet Plastic Planet fra 1995 er et nummer, "Giving Up the Ghost", som er en åbenlys kritik af Tony Iommi for at fastholde Black Sabbaths navn: You plagiarized and parodied / the magic of our meaning / a legend in your own mind / left all your friends behind / you can't admit that you're wrong / the spirit is dead and gone.
Iommi reorganiserede besætningen med Neil Murray på bas og Cozy Powell på trommer, dvs. en genforening af besætningen på Tyr. Det nye album, Forbidden, blev udgivet den 8. juni 1995, men blev det hidtil dårligst sælgende, bl.a. på grund af en meget negativ omtale i medierne. Kort efter den efterfølgende turné fra juli 1995 til december 1995 påbegyndte Iommi et soloprojekt, som omfattede et album, der først blev udgivet i 2004 under titlen The 1996 DEP Sessions.

### Osbourne vender tilbage (1997–2006)
I sommeren 1997 gendannede Tony Iommi, Geezer Butler og Ozzy Osbourne officielt Black Sabbath ved Ozzfest Festival Tour, hvor Osbournes soloband var hovednavnet. De optådte i den følgende periode sammen med forskellige trommeslagere, bl.a. Ward og Appicie, og den originale besætning fik to shows optaget ved en optræden i Birmingham NEC. Denne koncert er udgivet på et dobbelt live album Reunion den 20. october 1998. Reunion blev især i USA en salgssucces, idet den nåede plads nr. 11 på Billboard 200, og ligeledes opnåede platin her.
I foråret 2001 påbyndte Black Sabbath i form af de fire oprindelige medlemmer arbejdet med et album, baseret på nyt materiale. Det viste sig dog snart, at det var problematisk at få det indspillet, bl.a. på grund af medlemmernes sideprojekter, ikke mindst Osbournes deltagelse i reality-tv showet "The Osbournes". Trods enkelte udgivelser af Live Albums var Black Sabbath på vågeblus indtil Ozzfest 2004 og 2005. I november 2005 blev Black Sabbath optaget i UK Music Hall of Fame, og i marts 2006 i den amerikanske Rock and Roll Hall of Fame. Ved ceremonien spillede Metallica to Black Sabbath sange, bl.a. klassikeren Iron Man som hyldest til det nye medlem af det udsøgte selskab.
Det skrinlagte projekt om det oprindelige Black Sabbaths videreførelse fik en ny dimension, da Osbourne anlagde sag mod Iommi om ophavsretten til navnet ved en stævning den 26. maj 2009. Iommi tilbageviste kravet med henvisning til, at han er det eneste medlem, der har fungeret i samtlige 41 år.  5. juni 2010 indgik parterne et forlig, hvis indhold ikke er offentliggjort.

### Heaven And Hell
I 1992 havde Ronnie James Dio mødt Geezer Butler, hvilket førte til en kortvarig gendannelse af Black Sabbath, som resulterede i albummet Dehumanizer. Efter en pause på næsten 14 år blev det offentliggjort, at Dio, Iommi, Butler og Appice ville gennemføre en turné, baseret på numre fra deres første fælles album, Heaven & Hell, som samtidig blev benyttet som bandets navn for at kunne skelne det fra det projekt, som Ozzy Osbourne indgår i. I 2007- 2008 gennemførte Heaven & Hell 98 koncerter, bl.a. den 6. Juni 2007 i KB – hallen i København. Denne koncert skulle blive Dios sidste optræden i Danmark, inden han bukkede under for sin sygdom  Et studiealbum, The Devil You Know udkom i 2009, men den planlagte turné måtte aflyses på grund af Dios sygdom.  Der var planlagt en ny turné i 2010, men Dios død som følge af cancer i maj 2010 satte en brat stopper for projektet.

### Genforening og13(2010–2017)
Forliget mellem Ozzy Osbourne og Tony Iommi i striden om rettighederne til Black Sabbath-navnet genåbnede diskussionerne om en eventuel genforening af de oprindelige medlemmer. MetalTalk havde erfaret. at Osbourne, Iommi, Butler og Ward havde besluttet sig for en genforening og var samlet i et hemmeligt studie, hvor de forberedte et show, som skulle bringe dem tilbage på metalscenen, formentlig med et nyt album som resultat.
Den 11. november 2011 deltog de fire oprindelige medlemmer af Black Sabbath i et privat arrangement i Hollywood, Californien.  Ved denne lejlighed blev det offentliggjort, at Black Sabbath officielt ville blive gendannet.  På et spørgsmål om, hvorfor de netop nu planlagde en genforening, sagde Iommi "Det er nu eller aldrig. Vi svinger fint sammen. Alt er helt fint."  Butler tilføjede, at det nye materiale har en lyd, som matcher den "gamle Sabbath stil og lyd."
den 18. november blev programmet for en Europa- turné i maj og juni 2012 offentliggjort.  Imidlertid blev det den 9. januar 2012 offentliggjort, at Tony Iommi var diagnosticeret med forstadier til lymfekræft. 
På baggrund af Iommis sygdom og Wards tilkendegivelse af, at han kun ville genindtræde i bandet, hvis han fik en ordentlig kontrakt, annoncerede bandet i februar 2012 at de ikke kunne gennemføre en verdensturné, men ville spille ved
Download festival i juni 2012. I stedet ville Osbourne sammen med en række gæstemusikere gennemføre turnéen under navnet "Ozzy and Friends". Den 11. april kunne Lollapaloozas direktør Perry Farrell meddele, at Black Sabbath ville spille i Lollapalooza 2012 i deres eneste amerikanske optræden i 2012.
Den 15. maj 2012 tilkendegav Bill Ward at han ikke ville deltage i de planlagte shows, men stadig var åben overfor en eventuel tilbagevenden, hvis betingelserne var fornuftige. Den 18. maj fjernede Black Sabbath alle fotografier af Bill Ward fra blacksabbath.com. Den 19. maj udtrykte Geezer Butler sin bedrøvelse over tabet af Bill Ward, samtidig med, at han introducerede Tommy Clufetos som trommeslager ved de kommende koncerter.
Den 19. maj 2012 stod Butler, Iommi og Osbourne på samme scene i Birmingham, England for første gang siden 2005.
Deres hjemby var opvarmning for optrædener på Download Festival og Lollapalooza Festival senere i 2012 og blev udsolgt på få minutter. Tommy Clufetos erstattede Ward på trommer. I et show, der varede 1 time og 50 minutter, spillede de en række klassikere, som ikke havde været på setlisten i årtier. Den 10. juni afsluttede de Download Festival i Donington Park i Leicestershire, med "Paranoid" som afsluttende ekstranummer ved den udsolgte koncert.
Den 23. august 2012 gik de i studiet for at indspille nye sange til deres kommende album. Blandt de 15 nye sange på dette album får en titlen "God is Dead".
Den 13. januar 2013 bekendtgjorde Black Sabbath, at det nye album skulle hedde 13 og komme i handelen i juni. Allerede kort efter udgivelsen var 13 i top af såvel UK Albums Chart og i USA Billboard 200. Trommeslageren Brad Wilk fra Rage Against the Machine og Audioslave var med på optagelserne.
Den 7. marts 2017 bekendtgjorde Black Sabbath gennem de sociale medier, at de opløste bandet.

## Medlemmer
Seneste medlemmer
- Ozzy Osbourne – Vokal (1968–1977, 1978–1979, 1985, 1997–2006, 2011–2017)
- Tony Iommi – Guitar (1968–2006, 2011–2017)
- Geezer Butler – Bas (1968–1979, 1980–1985, 1987, 1990–1994, 1997–2006, 2011–2017)
- Tommy Clufetos – trommer (2012–2017)
- Brad Wilk – trommer (2012)

Tidligere medlemmer af signifikans
- Bill Ward – Trommer, percussion (1968–1980, 1983, 1984, 1994, 1997–2006, 2011–2012)
- Ronnie James Dio (1979–1982, 1991, 1991–1992, 2006–2010)
- Tony Martin (1993-1994, 1997)
- Vinny Appice (1980-1982, 1990-1993)

## Diskografi

### Studiealbum
| - 1970: Black Sabbath - 1970: Paranoid - 1971: Master of Reality - 1972: Black Sabbath Vol. 4 - 1973: Sabbath Bloody Sabbath - 1975: Sabotage - 1976: Technical Ecstasy - 1978: Never Say Die! - 1980 Heaven and Hell | - 1981: Mob Rules - 1983: Born Again - 1986: Seventh Star - 1987: The Eternal Idol - 1989: Headless Cross - 1990: Tyr - 1992: Dehumanizer - 1994: Cross Purposes - 1995: Forbidden - 2013: 13 |

### Andre/uofficielle album
- Live At Last (1980, indspillet 1973)

## Tours
- Polka Tulk Blues/Earth Tour 1968–1969
- Black Sabbath Tour 1970
- Paranoid Tour 1970–1971
- Master of Reality Tour 1971–1972
- Vol. 4 Tour 1972–1973
- Sabbath Bloody Sabbath Tour 1973–1974
- Sabotage Tour 1975–1976
- Technical Ecstasy Tour 1976–1977
- Never Say Die! Tour 1978
- Heaven & Hell Tour 1980–1981
- Mob Rules Tour 1981–1982
- Born Again Tour 1983
- Seventh Star Tour 1986
- Eternal Idol Tour 1987
- Headless Cross Tour 1989
- Tyr Tour 1990
- Dehumanizer Tour 1992
- Cross Purposes Tour 1994
- Forbidden Tour 1995
- Ozzfest Tour 1997
- European Tour 1998
- Reunion Tour 1998-1999
- Ozzfest Tour 1999
- U.S. Tour 1999
- European Tour 1999
- Ozzfest Tour 2001
- Ozzfest Tour 2004
- European Tour 2005
- Ozzfest Tour 2005
- Black Sabbath Reunion Tour, 2012–2014[138]
- The End Tour 2016–2017